# Euripidīs Mpakirtzīs
Euripidīs Mpakirtzīs, traslitterato anche come Evripidis Bakirtzis (in greco Ευριπίδης Μπακιρτζής?; Serres, 16 gennaio 1895 – Furni, 9 maggio 1947), è stato un militare, partigiano e politico greco.

## Biografia
Nacque il 16 gennaio 1895 a Serres, in Macedonia, allora parte dell'Impero ottomano, da Christos Mpakirtzīs, impiegato presso il locale consolato greco, ed Euthalia Zaka, insegnante originaria di Grevena.
Nel 1911 fu ammesso presso la Scuola militare Euelpidōn e prese parte, ancora studente, alla prima e alla seconda guerra balcanica. Allo scoppio della prima guerra mondiale, nella confusione politica greca causata dallo Scisma Nazionale, era di stanza a Kavala col grado di luogotenente d'artiglieria; con la formazione del fronte macedone e la conseguente avanzata delle forze degli Imperi centrali, si distinse nella battaglia di Skra-di-Legen contro l'esercito bulgaro. Nel dopoguerra, nel 1919, si recò in Francia con una borsa di studi presso la Scuola superiore di guerra.
Al suo ritorno in Grecia prese parte alla guerra greco-turca, distinguendosi nella battaglia del Sakarya, ed in seguito alla catastrofe dell'Asia Minore partecipò al comitato rivoluzionario di Nikolaos Plastiras che portò alla rivoluzione dell'11 settembre 1922 e alla conseguente deposizione di Costantino I.
Fu a capo del comitato politico di liberazione nazionale (un governo di resistenza formato durante la seconda guerra mondiale in Grecia) dal 10 marzo al 18 aprile 1944.
| Controllo di autorità | VIAF (EN) 1308158792838039040001 |